# Burrock'n roll
Burrock'n roll es una maqueta de Platero y Tú publicada en 1990 en formato casete, que fue reeditada el 24 de febrero de 1992 tanto en vinilo como en CD por el sello discográfico DRO. Todos los cortes fueron masterizados de nuevo con mejores medios y mayor experiencia. Los temas «Esa chica tan cara» y «Desertor» fueron descartados para la reedición y aparecerían meses más tarde en una nueva versión de estudio en el álbum Muy deficiente. El tema Si tú te vas versiona el "outro" del tema Rockin' all Over the World, escrito por John Fogerty, líder de Creedence Clearwater Revival y popularizado también por la banda británica Status Quo.

## Lista de canciones
Lista de canciones original (1990)
| Lado A |                             |          |  |
| N.º    | Título                      | Duración |  |
| 1.     | «Un ABC sin letras»         |          |  |
| 2.     | «Ramón»                     |          |  |
| 3.     | «No me quieres saludar»     |          |  |
| 4.     | «Ya no existe la vida»      |          |  |
| 5.     | «Vamos a ponernos muy bien» |          |  |
| 6.     | «Si tú te vas»              |          |  |

| Lado B |                       |          |  |
| N.º    | Título                | Duración |  |
| 7.     | «Déjame en paz»       |          |  |
| 8.     | «Canción pa' ti»      |          |  |
| 9.     | «Cómo has perdido tú» |          |  |
| 10.    | «Esa chica tan cara»  |          |  |
| 11.    | «Desertor»            |          |  |
| 12.    | «Mira hacia a mí»     |          |  |

Lista de canciones de la edición definitiva (1992)
| N.º | Título                      | Escritor(es)                   | Duración |  |
| 1.  | «Un ABC sin letras»         | Fito Cabrales                  | 2:47     |  |
| 2.  | «Ramón»                     | Iñaki Antón                    | 5:03     |  |
| 3.  | «No me quieres saludar»     | Juantxu Olano                  | 3:15     |  |
| 4.  | «Vamos a ponernos muy bien» | Iñaki Antón                    | 3:59     |  |
| 5.  | «Si tú te vas»              | Fito / Iñaki / Juantxu / Jesús | 4:08     |  |
| 6.  | «Déjame en paz»             | Iñaki Antón / Fito Cabrales    | 4:46     |  |
| 7.  | «Canción pa' ti»            | Fito Cabrales / Iñaki Antón    | 3:47     |  |
| 8.  | «Cómo has perdido tú»       | Fito Cabrales / Iñaki Antón    | 4:07     |  |
| 9.  | «Mira hacia mí»             | Iñaki Antón                    | 4:04     |  |
| 10. | «Ya no existe la vida»      | Fito Cabrales                  | 2:41     |  |

## Sencillos
De este álbum se extrajo en 1992 el siguiente single:
- Un ABC sin letras, edición en vinilo, conteniendo el tema Un ABC sin letras